# گورنا گرشتنیسا
گورنا گرشتنیسا (به لاتین: Gorna Grashtnitsa) یک منطقهٔ مسکونی در بلغارستان است که در شهرستان کیوستندیل واقع شده‌است.